# Іван Ганжа
Іван Ганжа гербу Венява (нар. ? — пом. 11 вересня 1648 або після 1651) — уманський полковник (1648).

## Життєпис
За деякими даними — татарин за походженням. Іван Ганжа —  учасник козацьких походів на Чорне море. В ніч з 23 на 24 квітня (з 3 на 4 травня) 1648 року, напередодні битви під Жовтими Водами, за дорученням Богдана Хмельницького переконав реєстрових козаків (4 тисячі чоловік) у Кам'яному Затоні на Дніпрі (поблизу нинішнього села Дніпровокам'янки Верхньодніпровського району Дніпропетровської області) приєднатись до української армії. Учасник Корсунської битви 1648. В червні 1648 року в ході боїв з коронними військами козацький загін на чолі з Ганжею взяв Умань і Тульчин. Влітку 1648 року Ганжа був призначений уманським полковником.
За даними ряду джерел, Ганжа загинув під час герцю в ході Пилявецької битви 11 вересня 1648 року і був похований недалеко від поля битви. Там стоїть і пам'ятний знак, поставлений у 1954 р. на місці його умовної могили. Разом з тим, в коронних документах разом з іншими козацькими ватажками Семеном Забузьким та Яськом Ясноборським, які перейшли на бік корони та згодом були нобілітовані, фігурує також і Іван Ганжа. За браком даних нині неможливо достовірно сказати, чи мова йде про одну й ту саму людину.